# Танк-Верде
Танк-Верде (англ. Tanque Verde) — переписна місцевість (CDP) в США, в окрузі Піма штату Аризона. Населення — 16 250 осіб (2020).

## Географія
Танк-Верде розташований за координатами 32°16′6″ пн. ш. 110°44′39″ зх. д. / 32.26833° пн. ш. 110.74417° зх. д. (32.268412, -110.744301).  За даними Бюро перепису населення США в 2010 році переписна місцевість мала площу 85,41 км², уся площа — суходіл.

## Демографія
Згідно з переписом 2010 року, у переписній місцевості мешкала 16 901 особа в 6722 домогосподарствах у складі 5253 родин. Густота населення становила 198 осіб/км².  Було 7340 помешкань (86/км²).
Расовий склад населення:
| - 92,2 % — білих - 1,6 % — азіатів - 1,0 % — корінних американців - 0,9 % — чорних або афроамериканців - 2,0 % — осіб інших рас |

До двох чи більше рас належало 2,2 %. Частка іспаномовних становила 9,6 % від усіх жителів.
За віковим діапазоном населення розподілялося таким чином: 18,7 % — особи молодші 18 років, 61,4 % — особи у віці 18—64 років, 19,9 % — особи у віці 65 років та старші. Медіана віку мешканця становила 51,2 року. На 100 осіб жіночої статі у переписній місцевості припадало 98,9 чоловіків;  на 100 жінок у віці від 18 років та старших — 97,2 чоловіків також старших 18 років.
Середній дохід на одне домашнє господарство  становив 117 682 долари США (медіана — 92 488), а середній дохід на одну сім'ю — 127 202 долари (медіана — 100 385). Медіана доходів становила 81 500 доларів для чоловіків та 54 286 доларів для жінок. За межею бідності перебувало 6,0 % осіб, у тому числі 6,0 % дітей у віці до 18 років та 4,0 % осіб у віці 65 років та старших.
Цивільне працевлаштоване населення становило 7587 осіб. Основні галузі зайнятості: освіта, охорона здоров'я та соціальна допомога — 24,2 %, науковці, спеціалісти, менеджери — 14,8 %, виробництво — 11,2 %, фінанси, страхування та нерухомість — 8,3 %.